# The Ultimate Fighter: Team McGregor vs. Team Faber Finale
The Ultimate Fighter: Team McGregor vs. Team Faber Finale è stato un evento di arti marziali miste tenuto dalla Ultimate Fighting Championship svolto l'11 dicembre 2015 al The Chelsea at the Cosmopolitan di Las Vegas, Stati Uniti.

## Retroscena
Nel main event della card si affrontarono nella categoria dei pesi piuma, l'ex campione dei pesi leggeri UFC Frankie Edgar e il tre volte sfidante al titolo dei pesi piuma Chad Mendes.
Chabib Nurmagomedov avrebbe dovuto affrontare Tony Ferguson. Tuttavia, il russo dovette rinunciare all'incontro dopo aver subito un infortunio alle costole il 30 di ottobre; al suo posto venne inserito Edson Barboza.
Mirsad Bektić doveva vedersela con Tatsuya Kawajiri, ma il 27 di novembre Bektic subì un infortunio e venne rimpiazzato da Jason Knight.
Justin Scoggins doveva affrontare Joby Sanchez. Tuttavia, Scoggins si infortunò e venne sostituito da Geane Herrera.
Saul Rogers avrebbe dovuto affrontare Artem Lobov nella finale dei pesi piuma del reality show. Tuttavia, Rogers non poté prendere parte all'evento a causa della falsificazione di alcune informazioni presenti sul visto d'ingresso per gli Stati Uniti, venendo sostituito da un altro membro del cast Ryan Hall. Questo fu, quindi, il primo evento ad avere due lottatori, precedentemente eliminati, a raggiungere la finale.

## Risultati
|                                           | Divisione                      |                                |                                |                                | Metodo                                      | Round                          | Tempo                          | Premio                         |
| Card Principale (Fox Sports 1)            | Card Principale (Fox Sports 1) | Card Principale (Fox Sports 1) | Card Principale (Fox Sports 1) | Card Principale (Fox Sports 1) | Card Principale (Fox Sports 1)              | Card Principale (Fox Sports 1) | Card Principale (Fox Sports 1) | Card Principale (Fox Sports 1) |
| ----------------------------------------- | ------------------------------ | ------------------------------ | ------------------------------ | ------------------------------ | ------------------------------------------- | ------------------------------ | ------------------------------ | ------------------------------ |
|                                           | Pesi Piuma                     | Frankie Edgar                  | batte                          | Chad Mendes                    | KO (pugni)                                  | 1                              | 2:28                           | POTN                           |
| Finale del torneo The Ultimate Fighter 22 | Pesi Leggeri                   | Ryan Hall                      | batte                          | Artem Lobov                    | Decisione unanime (30-27, 30-26, 30-26)     | 3                              | 5:00                           |                                |
|                                           | Pesi Leggeri                   | Tony Ferguson                  | batte                          | Edson Barboza                  | Sottomissione (D'Arce choke)                | 2                              | 2:54                           | FOTN, POTN                     |
|                                           | Pesi Leggeri                   | Evan Dunham                    | batte                          | Joe Lauzon                     | Decisione unanime (30-26, 30-27, 30-26)     | 3                              | 5:00                           |                                |
|                                           | Pesi Piuma                     | Tatsuya Kawajiri               | batte                          | Jason Knight                   | Decisione unanime (30-27, 30-27, 30-27)     | 3                              | 5:00                           |                                |
|                                           | Pesi Piuma                     | Julian Erosa                   | batte                          | Marcin Wrzosek                 | Decisione non unanime (28-29, 29-28, 29-28) | 3                              | 5:00                           |                                |
| Card Preliminare (Fox Sports 1)           |                                |                                |                                |                                |                                             |                                |                                |                                |
|                                           | Pesi Massimi                   | Gabriel Gonzaga                | batte                          | Konstantin Erokhin             | Decisione unanime (30-27, 30-27, 30-28)     | 3                              | 5:00                           |                                |
|                                           | Pesi Welter                    | Ryan LaFlare                   | batte                          | Mike Pierce                    | Decisione unanime (30-27, 29-28, 29-28)     | 3                              | 5:00                           |                                |
|                                           | Pesi Mosca                     | Geane Herrera                  | batte                          | Joby Sanchez                   | KO Tecnico (pugni)                          | 2                              | 4:28                           |                                |
|                                           | Pesi Piuma                     | Chris Gruitzemacher            | batte                          | Abner Lloveras                 | Decisione unanime (29-28, 29-28, 29-28)     | 3                              | 5:00                           |                                |

- Ferguson venne penalizzato con la detrazione di 1 punto nel primo round, per aver eseguito un upkick illegale

## Premi
I lottatori premiati ricevettero un bonus di 50.000 dollari.
Legenda:
- FOTN: Fight of the Night (vengono premiati entrambi gli atleti per il miglior incontro dell'evento)
- POTN: Performance of the Night (viene premiato il vincitore per la migliore performance dell'evento)

## Incontri Annullati
|                                           | Divisione    |                     |        |                  | Motivo                                       |
| ----------------------------------------- | ------------ | ------------------- | ------ | ---------------- | -------------------------------------------- |
|                                           | Pesi Leggeri | Chabib Nurmagomedov | contro | Tony Ferguson    | Nurmagomedov subì un infortunio              |
|                                           | Pesi Piuma   | Mirsad Bektić       | contro | Tatsuya Kawajiri | Bektic subì un infortunio                    |
|                                           | Pesi Mosca   | Joby Sanchez        | contro | Justin Scoggins  | Scoggins subì un infortunio                  |
| Finale del torneo The Ultimate Fighter 22 | Pesi Leggeri | Artem Lobov         | contro | Saul Rogers      | Rogers ebbe problemi con il visto d'ingresso |